# Analogsignal
Ein Analogsignal ist im Rahmen der Signaltheorie eine Form eines Signals mit stufenlosem und unterbrechungsfreiem Verlauf. Ein Analogsignal wird als glatte Funktion beschrieben, mit der sich beispielsweise der zeitlich kontinuierliche Verlauf einer physikalischen Größe wie der Schalldruck in Form eines analogen Audiosignals darstellen lässt. Der Wertebereich eines Analogsignals wird als Dynamikumfang bezeichnet.

## Allgemeines

Kontinuierliche und diskrete Signale im Vergleich

In der Elektronik werden Analogsignale üblicherweise in Form einer elektrischen Spannung, selten auch als elektrischer Strom, zur Darstellung der physikalischen Größe gewählt. Allgemeiner kann ein Analogsignal auch als eine Frequenz, Phasenlage oder eine aus physikalischen Größen wie Helligkeit, Temperatur oder verschiedenen mechanischen Größen zusammengesetzte Größe verstanden werden. Beispielsweise nutzt ein Dosenbarometer die Verformung eines Metallhohlkörpers als Folge des Luftdrucks zur Anzeige des Signals; bei einer Schallplatte können über Höhenunterschiede der einzelnen Rillen analoge Tonsignale gewonnen werden.
Im Gegensatz zu einem Digitalsignal weist ein Analogsignal einen stufenlosen und beliebig feinen Verlauf auf und kann im Dynamikbereich theoretisch unendlich viele Werte annehmen. Bei realen physikalischen Größen ist die Auflösung (bzw. Abbildungsgüte) allerdings durch Störungen wie Rauschen oder Verzerrungen begrenzt. Ohne zusätzliche Informationen (Redundanz) können einmal hinzugefügte Störungen in einem Analogsignal nicht mehr rückgängig gemacht werden. Bei einem Digitalsignal können Störungen im Signal, solange sie unter bestimmten Grenzwerten bleiben, unter anderem wegen der Quantisierung durch Schwellenwertbildung kompensiert werden.
In der Elektronik erfolgt die Umsetzung eines elektrischen Analogsignals in ein in der digitalen Signalverarbeitung nutzbares Digitalsignal mittels Analog-Digital-Umsetzern (ADU), eine Umsetzung in die umgekehrte Richtung erfolgt mittels Digital-Analog-Umsetzern (DAU).